# Joanna Jędrzejczyk
Joanna Jędrzejczyk (pron. ˈjɔanna jɛ̃dʐejt͡ʂɨk; Olsztyn, 18 agosto 1987) è un'ex artista marziale mista e thaiboxer polacca.
Ha combattuto nella divisione dei pesi mosca per l'organizzazione statunitense UFC, nella quale è stata campionessa dei pesi paglia dal 2015 al 2017. In passato ha militato anche nella promozione britannica Cage Warriors.
Oltre ad essere soltanto la terza persona proveniente dall'Europa a vincere una cintura nella UFC (prima di lei ci sono riusciti solo i pesi massimi Bas Rutten, olandese, e Andrei Arlovski, bielorusso), Joanna è una pluridecorata thaiboxer a livello dilettantistico, essendo stata per quattro volte campionessa europea e per cinque volte campionessa del mondo IFMA, nonché campionessa anche nei circuiti pro WMC, J-Girls, WKF, WKN e WBKF.
È stata premiata Strawweight of the Year ai Women's Mixed Martial Arts Awards nel 2014 ed è al settimo posto nella classifica delle lottatrici più forti del mondo pound for pound.

## Caratteristiche tecniche
Joanna Jędrzejczyk è un'esperta di Muay thai e una tra le migliori striker delle WMMA, in quanto dotata di un'ottima tecnica che le permette di portare colpi potenti, precisi e molto vari.
Di alta statura per la divisione dei pesi paglia, Joanna sfrutta il proprio corpo longilineo non solo per controllare l'avversario con il proprio allungo ma anche per difendersi al meglio dai tentativi di takedown; inoltre, anche se viene portata a terra, è abilissima nel tornare rapidamente in piedi.

## Carriera nel muay thai
La prima disciplina di apprendimento di Joanna Jędrzejczyk negli sport da combattimento è proprio la boxe thailandese, praticata con successo già a partire dalla metà degli anni 2000; prese parte anche ad alcuni incontri di kickboxing con regolamento K-1, ed ha quasi sempre combattuto come peso mosca (limite dei 56 kg).
Come thaiboxer dilettante ha spesso preso parte ai campionati organizzati dall'ente IFMA, vincendo ben quattro campionati europei e cinque campionati del mondo dal 2009 al 2013, mentre ai mondiali del 2008 arrivò seconda.
Nel professionismo vinse cinture in diverse organizzazioni internazionali: può infatti vantare un titolo WMC, un titolo nella giapponese J-Girls vinto nel 2009 contro Satoko Sasaki, un titolo europeo WAKF ed un titolo mondiale WKN nel 2010, nonché la cintura di campionessa WBKF nel 2013.
In totale può vantare un record da dilettante di 37-3 ed un record da professionista di 27-2-1.

## Carriera nelle arti marziali miste

### Inizi in Europa
Joanna Jędrzejczyk fa il suo debutto nelle arti marziali miste nel 2012: nel marzo di quell'anno prende parte al torneo dilettantistico Amatorska Liga MMA 18: Puchar Polski Wschodniej nella divisione fino ai 55 kg, vincendolo grazie alle vittorie su Paulina Suska e soprattutto sull'altra futura stella delle WMMA polacche Karolina Kowalkiewicz.
Il debutto come professionista avvenne in maggio nella divisione dei pesi mosca con una vittoria ai punti, seguita da una vittoria per sottomissione sempre in un incontro nei circuiti di MMA polacchi.
Nel 2013 sconfigge sia la britannica Kate Jackson, sia Julia Berezikova in un evento in Russia, venendo inserita nella top 10 di categoria.
Nel 2014 ottiene due importanti vittorie contro la veterana Karla Benitez (record: 10-6) e poi, nel debutto in Cage Warriors, impone il ritiro dalle MMA a Rosi Sexton (record: 13-4) con una vittoria per KO.

### Ultimate Fighting Championship
Un mese dopo, nel luglio del 2014, Joanna ottenne la possibilità di lottare nell'organizzazione statunitense UFC, al tempo la più importante al mondo e che aveva aggiunto da poco la divisione dei pesi paglia, divisione nella quale Joanna volle scendere per avere anche un vantaggio fisico sulle avversarie.
Nel match di debutto impressionò positivamente, sconfiggendo la brasiliana Juliana Lima grazie alla sua eccelsa muay thai.
In dicembre affrontò la numero 2 al mondo Cláudia Gadelha in un match che probabilmente avrebbe premiato la vincitrice con la possibilità di lottare per il titolo di categoria contro la campionessa Carla Esparza, la quale vinse il titolo il giorno precedente: Joanna Jędrzejczyk diede dimostrazione non solo di un ottimo striking ma anche di una gran difesa dai takedown, annullando buona parte delle fasi di grappling contro la forte cintura nera di BJJ, e al termine del match due giudici su tre diedero la vittoria proprio all'imbattuta polacca.

#### Campionessa dei pesi paglia
A marzo del 2015 affrontò la campionessa dei pesi paglia UFC Carla Esparza, vincendo l'incontro per KO tecnico al secondo round e divenendo la prima polacca a detenere un titolo UFC, nonché la prima campionessa femminile europea. Con questa vittoria ottenne il riconoscimento Performance of the Night.
In maggio difende il titolo per la sua prima volta contro Jessica Penne, dominando l'intero incontro in piedi e ottenendo la vittoria per KO tecnico al terzo round dopo una combinazione micidiale di ginocchiate e pugni. Entrambe le lottatrici ottennero il riconoscimento Fight of the Night. Pochi giorni dopo l'incontro venne annunciato che la campionessa subì la rottura del pollice della mano destra, infortunio che la costringerà a stare fuori dall'ottagono per parecchi mesi.
A novembre dovette difendere per la seconda volta il titolo, contro Valerie Letourneau. Dopo 5 round molto intensi caratterizzati esclusivamente dalla lotta in piedi, Joanna riuscì a sconfiggere la sua avversaria per decisione unanime. In questo incontro Joanna mandò a segno 220 colpi significativi, stabilendo un nuovo record in un match titolato. Inoltre superò il record di maggior numero di calci alle gambe nella storia della UFC; infatti ne mandò a segno 70, superando i 68 di Carlos Condit contro Nick Diaz ad UFC 143.
A gennaio del 2016, la UFC annunciò la partecipazione di Joanna come coach alla ventitreesima stagione del reality show The Ultimate Fighter; ad opporsi come avversaria venne scelta Cláudia Gadelha. Le due si affrontarono all'evento finale della stagione che si tenne l'8 luglio, in un incontro valido per il titolo dei pesi paglia femminili UFC. Nei primi due round dell'incontro, la campionessa si trovò in serie difficoltà subendo numerosi takedown. Dalla terza ripresa in poi, Joanna sfruttò il suo striking e la sua migliore condizione fisica per mandare a segno numerose combinazioni, per un totale di 233 colpi che le permisero di difendere il titolo per decisione unanime. Inoltre ottenne il riconoscimento Fight of the Night.
Il 12 novembre alla sua quarta difesa titolata, affrontò la connazionale Karolina Kowalkiewicz all'evento UFC 205. Joanna riuscì ad avere la meglio sull'avversaria per decisione unanime, mandando a segno un numero molto elevato di colpi significativi.
Il 13 maggio 2017, nel co-main event di UFC 211 difende il titolo per la quinta volta contro la brasiliana Jéssica Andrade, con una prestazione superba terminata anche questa volta nelle mani dei giudici, portando così il suo record a 14-0.

#### Perdita del titolo
Il 4 novembre affrontò Rose Namajunas all'evento UFC 217 raggiungendo così la sesta difesa del titolo: con grande sorpresa di tutti, tifosi e addetti ai avori, Joanna fu sconfitta per KO al primo round perdendo quindi il titolo e imbattibilità. Il 7 aprile 2018 fallisce il tentativo di riconquista del titolo perdendo per decisione unanime. Torna alla vittoria il 28 luglio imponendosi per decisione contro Tecia Torres.
L'8 dicembre affronta per la quarta volta (la prima nelle MMA) Valentina Shevchenko con in palio il vacante titolo dei pesi mosca femminili, ma viene sconfitta per decisione unanime.  Tornata tra i pesi paglia, il 12 ottobre 2019 sconfigge Michelle Waterson per decisione. 

## Risultati nelle arti marziali miste
| Risultato | Record | Avversario            | Metodo                              | Evento                                 | Data             | Round | Tempo | Città                  | Note                                                                          |
| --------- | ------ | --------------------- | ----------------------------------- | -------------------------------------- | ---------------- | ----- | ----- | ---------------------- | ----------------------------------------------------------------------------- |
| Sconfitta | 16-5   | Zhang Weili           | KO (pugno girato)                   | UFC 275: Teixeira vs Prochazka         | 11 giugno 2022   | 2     | 1:07  | Singapore              |                                                                               |
| Sconfitta | 16-4   | Zhang Weili           | Decisione (non unanime)             | UFC 248: Adesanya vs. Romero           | 7 marzo 2020     | 5     | 5:00  | Las Vegas, Stati Uniti | Per il titolo dei pesi paglia UFC, Fight of the Night, Fight of the Year 2020 |
| Vittoria  | 16-3   | Michelle Waterson     | Decisione (unanime)                 | UFC Fight Night: Joanna vs. Waterson   | 12 ottobre 2019  | 5     | 5:00  | Tampa, Stati Uniti     |                                                                               |
| Sconfitta | 15-3   | Valentina Schevchenko | Decisione (unanime)                 | UFC 231: Holloway vs. Ortega           | 8 dicembre 2018  | 5     | 5:00  | Toronto, Canada        | Per il titolo femminile dei pesi mosca UFC                                    |
| Vittoria  | 15-2   | Tecia Torres          | Decisione (unanime)                 | UFC on Fox: Alvarez vs. Poirier 2      | 28 luglio 2018   | 3     | 5:00  | Calgary, Canada        |                                                                               |
| Sconfitta | 14-2   | Rose Namajunas        | Decisione (unanime)                 | UFC 223: Khabib vs Iaquinta            | 7 aprile 2018    | 5     | 5:00  | Brooklyn, Stati Uniti  | Per il titolo dei Pesi Paglia UFC                                             |
| Sconfitta | 14-1   | Rose Namajunas        | KO Tecnico (sottomissione ai pugni) | UFC 217: Bisping vs. St-Pierre         | 4 Novembre 2017  | 1     | 3:40  | New York, Stati Uniti  | Perde il titolo dei Pesi Paglia UFC                                           |
| Vittoria  | 14-0   | Jéssica Andrade       | Decisione (unanime)                 | UFC 211: Miocic vs. Dos Santos 2       | 13 maggio 2017   | 5     | 5:00  | Dallas, Stati Uniti    | Difende il titolo dei Pesi Paglia UFC                                         |
| Vittoria  | 13-0   | Karolina Kowalkiewicz | Decisione (unanime)                 | UFC 205: Alvarez vs. McGregor          | 12 novembre 2016 | 5     | 5:00  | New York, Stati Uniti  | Difende il titolo dei Pesi Paglia UFC                                         |
| Vittoria  | 12-0   | Cláudia Gadelha       | Decisione (unanime)                 | The Ultimate Fighter 23 Finale         | 8 luglio 2016    | 5     | 5:00  | Las Vegas, Stati Uniti | Difende il titolo dei Pesi Paglia UFC Fight of the Night                      |
| Vittoria  | 11-0   | Valérie Létourneau    | Decisione (unanime)                 | UFC 193: Rousey vs. Holm               | 15 novembre 2015 | 5     | 5:00  | Melbourne, Australia   | Difende il titolo dei Pesi Paglia UFC                                         |
| Vittoria  | 10-0   | Jessica Penne         | KO Tecnico (pugni e ginocchiata)    | UFC Fight Night: Jędrzejczyk vs. Penne | 20 giugno 2015   | 3     | 4:22  | Berlino, Germania      | Difende il titolo dei Pesi Paglia UFC, Fight of the Night                     |
| Vittoria  | 9-0    | Carla Esparza         | KO (pugni)                          | UFC 185: Pettis vs. dos Anjos          | 14 marzo 2015    | 2     | 4:17  | Dallas, Stati Uniti    | Vince il titolo dei Pesi Paglia UFC, Performance of the Night                 |
| Vittoria  | 8–0    | Cláudia Gadelha       | Decisione (non unanime)             | UFC on Fox: dos Santos vs. Miocic      | 13 dicembre 2014 | 3     | 5:00  | Phoenix, Stati Uniti   |                                                                               |
| Vittoria  | 7–0    | Juliana Lima          | Decisione (unanime)                 | UFC on Fox: Lawler vs. Brown           | 26 luglio 2014   | 3     | 5:00  | San Jose, Stati Uniti  | Debutto in UFC, Pesi Paglia                                                   |
| Vittoria  | 6–0    | Rosi Sexton           | KO (pugno)                          | Cage Warriors 69: Super Saturday       | 7 giugno 2014    | 2     | 2:36  | Londra, Regno Unito    |                                                                               |
| Vittoria  | 5–0    | Karla Benitez         | Decisione (unanime)                 | Arena MMA 1: Fabiński vs. Herb         | 9 maggio 2014    | 3     | 5:00  | Varsavia, Polonia      |                                                                               |
| Vittoria  | 4–0    | Julia Berezikova      | Decisione (unanime)                 | Fight Nights: Battle of Moscow 12      | 20 giugno 2013   | 2     | 5:00  | Mosca, Russia          |                                                                               |
| Vittoria  | 3–0    | Kate Jackson          | KO Tecnico (ritiro)                 | PLMMA 17 Extra: Warmia Heroes          | 18 maggio 2013   | 2     | 5:00  | Olsztyn, Polonia       |                                                                               |
| Vittoria  | 2–0    | Lily Kazak            | Sottomissione (rear naked choke)    | Makowski FC 5                          | 8 dicembre 2012  | 1     | 3:22  | Nowa Sól, Polonia      |                                                                               |
| Vittoria  | 1–0    | Sylwia Juśkiewicz     | Decisione (unanime)                 | SFT: MMA Fight Night Diva SPA          | 19 maggio 2012   | 2     | 5:00  | Kołobrzeg, Polonia     |                                                                               |
| Vittoria  | NU     | Karolina Kowalkiewicz | -                                   | ALMMA 18: Puchar Polski Wschodniej     | 4 marzo 2012     | -     | -     | Sochaczew, Polonia     | Vince il torneo dei Pesi Mosca ALMMA 18                                       |
| Vittoria  | NU     | Paulina Suska         | -                                   | ALMMA 18: Puchar Polski Wschodniej     | 4 marzo 2012     | -     | -     | Sochaczew, Polonia     | Torneo dei Pesi Mosca ALMMA 18, Semifinale                                    |